# Stimmkreis Erlangen-Stadt
Der Stimmkreis Erlangen-Stadt ist einer von rund 90 Stimmkreisen bei Wahlen zum Bayerischen Landtag und zu den Bezirkstagen sowie bei Volksentscheiden. Er gehört zum Wahlkreis Mittelfranken.
Seit der Landtagswahl 2003 umfasst er die kreisfreie Stadt Erlangen sowie die Gemeinden Heroldsberg und Möhrendorf des Landkreises Erlangen-Höchstadt. Die übrigen Gemeinden dieses Landkreises liegen im Stimmkreis Erlangen-Höchstadt.

## Landtagswahl 2023
Zur Landtagswahl 2023 traten folgende Parteien und Direktkandidaten im Stimmkreis Erlangen-Stadt an und erzielten folgende Ergebnisse:
| Nr. | Direktkandidat       | Partei           | Erststimmen in % | Gesamtstimmen in % |
| --- | -------------------- | ---------------- | ---------------- | ------------------ |
| 1   | Joachim Herrmann     | CSU              | 36,6             | 36,4               |
| 2   | Christian Zwanziger  | GRÜNE            | 28,6             | 28,2               |
| 3   | Anette Wirth-Hücking | Freie Wähler     | 4,9              | 5,0                |
| 4   | Joachim Schadel      | AfD              | 8,6              | 8,5                |
| 5   | Philipp Dees         | SPD              | 10,8             | 11,0               |
| 6   | Matthias Fischbach   | FDP              | 3,5              | 3,5                |
| 7   | Lukas Eitel          | LINKE            | 2,8              | 2,9                |
| 8   | Christian Denzler    | BP               | 0,4              | 0,3                |
| 9   | Joachim Jarosch      | ÖDP              | 2,1              | 2,2                |
| 10  | -                    | Tierschutzpartei | -                | 0,5                |
| 11  | Thomas Lehmann       | PdH              | 0,9              | 0,8                |
| 12  | Wolfgang Bosswick    | dieBasis         | 0,8              | 0,8                |

## Landtagswahl 2018
Im Stimmkreis waren insgesamt 91.726 Einwohner wahlberechtigt. Die Landtagswahl am 14. Oktober 2018 hatte folgendes Ergebnis:
| Direktkandidat      | Partei               | Erststimmen in % | Gesamtstimmen in % | Veränderung der Gesamtstimmen im Vergleich zur Landtagswahl 2013 in % |
| ------------------- | -------------------- | ---------------- | ------------------ | --------------------------------------------------------------------- |
| Joachim Herrmann    | CSU                  | 32,5             | 31,2               | − 7,7                                                                 |
| Philipp Dees        | SPD                  | 12,1             | 12,4               | − 12,7                                                                |
| Gunter Moll         | Freie Wähler         | 6,5              | 6,3                | + 0,4                                                                 |
| Christian Zwanziger | GRÜNE                | 26,2             | 26,5               | +11,6                                                                 |
| Matthias Fischbach  | FDP                  | 5,8              | 6,0                | + 1,8                                                                 |
| Anton Salzbrunn     | LINKE                | 5,4              | 5,5                | + 2,2                                                                 |
| Rafael Bogacki      | BP                   | 0,3              | 0,3                | − 0,2                                                                 |
| Frank Höppel        | ÖDP                  | 2,5              | 2,4                | + 0,5                                                                 |
| Jürgen Purzner      | PIRATEN              | 1,3              | 1,1                | − 1,6                                                                 |
| Klaus Sommerkorn    | Die Franken          | 0,8              | 0,7                | − 0,9                                                                 |
| Rene Jentzsch       | AfD                  | 6,5              | 6,6                | + 6,6                                                                 |
| Herbert Turetschek  | mut                  | 0,3              | 0,3                | + 0,3                                                                 |
| -                   | Die Partei           | -                | 0,4                | + 0,4                                                                 |
| -                   | Gesundheitsforschung | -                | 0,1                | + 0,1                                                                 |
| -                   | V-Partei³            | -                | 0,1                | + 0,1                                                                 |

## Landtagswahl 2013
Die Wahlbeteiligung der 86.277 Wahlberechtigten im Stimmkreis betrug 67,2 Prozent, bei einem Landesdurchschnitt von 63,9 Prozent war dies Rang 20 unter den 90 Stimmkreisen. Das Direktmandat ging an Joachim Herrmann (CSU).
| Direktkandidat       | Partei       | Erststimmen | Gesamtstimmen | Gesamtstimmen ggü. Bayern (%p) | Gesamtstimmen ggü. 2008 (%p) |
| -------------------- | ------------ | ----------- | ------------- | ------------------------------ | ---------------------------- |
| Joachim Herrmann     | CSU          | 40,1 %      | 39,0 %        | −8,7 %                         | −1,0 %                       |
| Philipp Dees         | SPD          | 24,8 %      | 25,1 %        | +4,5 %                         | +1,2 %                       |
| Gunther Moll         | FREIE WÄHLER | 6,2 %       | 5,9 %         | −3,1 %                         | +0,6 %                       |
| Julia Bailey         | GRÜNE        | 14,9 %      | 14,8 %        | +6,2 %                         | +1,3 %                       |
| Helmut Schallock     | FDP          | 3,4 %       | 4,2 %         | +0,9 %                         | −4,4 %                       |
| Anton Salzbrunn      | DIE LINKE    | 3,1 %       | 3,4 %         | +1,3 %                         | −2,1 %                       |
| Christian Stadelmann | ÖDP          | 1,7 %       | 1,9 %         | −0,1 %                         | +0,2 %                       |
| Jan Hakim Farhad     | REP          | 0,3 %       | 0,3 %         | −0,7 %                         | −0,4 %                       |
| Marco Reeb           | NPD          | 0,6 %       | 0,6 %         | X                              | −0,1 %                       |
| Beate Haskic         | BP           | 0,5 %       | 0,5 %         | −1,6 %                         | +0,4 %                       |
| Klaus Sommerkorn     | DIE FRANKEN  | 1,8 %       | 1,7 %         | X                              | X                            |
| Astrid Semm          | PIRATEN      | 2,6 %       | 2,7 %         | +0,7 %                         | X                            |

## Landtagswahl 2008
Bei der Landtagswahl 2008 waren im Stimmkreis 84.064 Einwohner wahlberechtigt. Die Wahlbeteiligung lag bei 62,2 %. Die Wahl hatte folgendes Ergebnis:
| Direktkandidat      | Partei                | Erststimmen in % | Gesamtstimmen in % | Veränderung der Gesamtstimmen im Vergleich zur Landtagswahl 2003 in % |
| ------------------- | --------------------- | ---------------- | ------------------ | --------------------------------------------------------------------- |
| Joachim Herrmann    | CSU                   | 39,6             | 40,0               | – 9,4                                                                 |
| Wolfgang Vogel      | SPD                   | 25,4             | 23,9               | – 3,2                                                                 |
| Gunther Moll        | Bündnis 90/Die Grünen | 13,3             | 13,5               | + 0,5                                                                 |
| Claudia Ehrhardt    | Freie Wähler          | 4,9              | 5,3                | + 2,2                                                                 |
| Jörg Hahn           | FDP                   | 8,3              | 8,6                | + 4,8                                                                 |
| Alexander von Drage | REP                   | 0,7              | 0,7                | – 0,5                                                                 |
| Frank Höppel        | ödp                   | 1,7              | 1,7                | – 0,2                                                                 |
| -                   | BP                    | -                | 0,1                | – 0,3                                                                 |
| Dieter Stolpe       | Die Linke             | 5,4              | 5,5                | + 5,5                                                                 |
| -                   | VIOLETTE              | -                | 0,1                | + 0,1                                                                 |
| Martin Paulus       | NPD                   | 0,8              | 0,7                | + 0,7                                                                 |

## Geschichte
Der Stimmkreis besteht in seinem derzeitigen Zuschnitt seit der Wahl 2003. Von 1950 bis 1970 bestand der Vorgängerstimmkreis Erlangen-Stadt und Land, der die kreisfreie Stadt Erlangen und den Landkreis Erlangen umfasste. Nach der Gebietsreform 1972 bestand der Stimmkreis Erlangen-Stadt erstmals zur Landtagswahl 1974 nur aus der kreisfreien Stadt Erlangen, in die einige Gemeinden des Landkreises Erlangen eingemeindet worden waren. Die nicht eingemeindeten Gemeinden gehören seit 1972 bzw. 1974 dem Landkreis Erlangen-Höchstadt und dem Stimmkreis Erlangen-Höchstadt an. Nach der Verkleinerung des Landtages und dem damit verbundenen Wegfall von Stimmkreisen wurden erstmals für die Wahl 2003 zwei Gemeinden aus dem Stimmkreis Erlangen-Höchstadt, Möhrendorf und Heroldsberg, dem Stimmkreis Erlangen-Stadt zugeordnet. Die Zahl der Wahlberechtigten im Stimmkreis Erlangen-Stadt wäre sonst mehr als die zulässigen 25 Prozent nach unten vom Durchschnitt aller Wahlkreise abgewichen.

## Bisherige Stimmkreissieger
| Wahl | Abgeordneter     | Partei | Stimmkreis                       |
| ---- | ---------------- | ------ | -------------------------------- |
| 1950 | Heinrich Franke  | SPD    | Erlangen-Stadt und Land          |
| 1954 | Peter Zink       | SPD    | Erlangen-Stadt und Land          |
| 1958 | Peter Zink       | SPD    | Erlangen-Stadt und Land          |
| 1962 | Peter Zink       | SPD    | Erlangen-Stadt und Land          |
| 1966 | Peter Zink       | SPD    | Erlangen-Stadt und Land          |
| 1970 | Peter Zink       | SPD    | Erlangen-Stadt und Land          |
| 1974 | Wilhelm Vorndran | CSU    | Erlangen-Stadt                   |
| 1978 | Wilhelm Vorndran | CSU    | Erlangen-Stadt                   |
| 1982 | Wilhelm Vorndran | CSU    | Erlangen-Stadt                   |
| 1986 | Wilhelm Vorndran | CSU    | Erlangen-Stadt                   |
| 1990 | Wilhelm Vorndran | CSU    | Erlangen-Stadt                   |
| 1994 | Joachim Herrmann | CSU    | Erlangen-Stadt                   |
| 1998 | Joachim Herrmann | CSU    | Erlangen-Stadt                   |
| 2003 | Joachim Herrmann | CSU    | Erlangen-Stadt (neuer Zuschnitt) |
| 2008 | Joachim Herrmann | CSU    | Erlangen-Stadt                   |